# Calne
Calne (engelskt uttal: [kɑːn]) är en stad och civil parish i grevskapet Wiltshire i södra England. Staden ligger i enhetskommunen Wiltshire, cirka 25,5 kilometer nordost om Bath och cirka 20,5 kilometer sydväst om Swindon. Tätorten (built-up area) hade 19 732 invånare vid folkräkningen år 2021. Calne nämndes i Domedagsboken (Domesday Book) år 1086, och kallades då Calne/Caunalne.